# Karl Wirsell
Karl Emil Wirsell (i riksdagen kallad Wirsell i Kastlösa), född 16 maj 1868 i Mörbylånga församling, Kalmar län, död 4 mars 1933 i Kastlösa församling, Kalmar län, var en svensk lantbrukare och politiker (högern). Han var ledamot av riksdagens andra kammare 1925–1932, invald i Kalmar läns valkrets.